# Star City (Indiana)
Star City è un census-designated place (CDP) degli Stati Uniti d'America, situato nello stato dell'Indiana, nella contea di Pulaski.